# Liste der Stolpersteine in Ostercappeln
Die Liste der Stolpersteine in Ostercappeln enthält alle Stolpersteine, die im Rahmen des gleichnamigen Kunst-Projekts von Gunter Demnig in Ostercappeln verlegt wurden. Mit ihnen soll der Opfer des Nationalsozialismus gedacht werden, die in Ostercappeln lebten und wirkten. Bei zwei Verlegungen im November 2008 und September 2021 wurden insgesamt acht Stolpersteine verlegt. (Stand: September 2021)

## Liste der Stolpersteine
| Bild | Person, Inschrift | Adresse            | Verlegedatum  | Anmerkung |
| --- | --- | ------------------ | ------------- | --- |
| Stolperstein für Josef Meyer | Hier wohnte Josef Meyer Jg. 1855 deportiert 1942 tot in Theresienstadt                                                                                     | Windthorststraße · | 11. Nov. 2008 | Joseph Meyer wurde am 7. Juli 1855 in Rabber geboren. Er war mit Helene Meyer verheiratet. Während der Novemberpogrome 1938 wurde er kurzzeitig verhaftet. Ab 1939 musste er trotz seines hohen Alters Zwangsarbeit verrichten. Im Sommer 1941 musste das Paar in ein jüdisches Altenheim nach Rheydt umziehen. Am 25. Juli 1942 wurde er in das Ghetto Theresienstadt deportiert, wo er am 8. Dezember 1942 starb. |
| Stolperstein für Helene Meyer | Hier wohnte Helene Meyer geb. Jordan Jg. 1855 deportiert 1942 tot in Theresienstadt                                                                        | Windthorststraße · | 11. Nov. 2008 | Helene Meyer wurde am 26. März 1861 als Helene Jordan in Neheim geboren. Sie war mit Josef Meyer verheiratet. Im Sommer 1941 musste das Paar in ein jüdisches Altenheim nach Rheydt umziehen. Am 25. Juli 1942 wurde sie in das Ghetto Theresienstadt deportiert, wo sie am 17. Februar 1943 starb. |
| Stolperstein für Erna Meyer | Hier wohnte Erna Meyer geb. Steinfeld Jg. 1896 deportiert 1943 ermordet 1943 in Auschwitz                                                                  | Bahnhofstraße 11 · | 11. Nov. 2008 | Erna Meyer wurde am 31. Mai 1896 als Erna Steinfeld in Versmold geboren. Sie war mit dem 1933 verstorbenen Hugo Meyer verheiratet und hatte zwei Kinder. Anfang des Jahres 1939 verließ sie Ostercappeln mit ihren beiden Töchtern und ging nach Köln. Am 9. September 1939 flüchtete sie in die Niederlande und wohnte in Amsterdam. Am 10. Februar 1943 wurde sie verhaftet und war bis zum 3. Juli 1943 im KZ Vught-Hertogenbosch inhaftiert. Dann wurde sie in das Durchgangslager Westerbork gebracht und von dort am 16. November 1943 in das Vernichtungslager Auschwitz deportiert. Nach der Selektion nach Ankunft wurde sie am 19. November 1943 ermordet und später für tot erklärt. |
| Stolperstein für Hans Meyer | Hier wohnte Hans Meyer Jg. 1928 deportiert 1943 ermordet 1943 in Auschwitz                                                                                 | Bahnhofstraße 11 · | 11. Nov. 2008 | Hans Meyer wurde am 30. Dezember 1928 als Sohn von Hugo und Erna Meyer in Osnabrück geboren. Am 9. September 1939 flüchtete er mit der Familie in die Niederlande, wo er zuletzt in einem israelitischen Waisenhaus für Jungen in Amsterdam wohnte. Vom 11. Februar 1943 bis zum 16. November 1943 war er inhaftiert und wurde dann ab dem Sammellager Westerbork in das Vernichtungslager Auschwitz deportiert, wo er am 19. November 1943 ermordet und später für tot erklärt wurde. |
| Stolperstein für Ruth Meyer | Hier wohnte Ruth Meyer Jg. 1929 deportiert 1943 ??? | Bahnhofstraße 11 · | 11. Nov. 2008 | Ruth Meyer wurde am 17. Dezember 1929 als Tochter von Hugo und Erna Meyer in Osnabrück geboren. Am 9. September 1939 flüchtete sie mit der Familie in die Niederlande, wo sie zuletzt in einem israelitischen Waisenhaus für Mädchen in Amsterdam wohnte. Vom 11. Februar 1943 bis zum 16. November 1943 war sie inhaftiert, zuletzt im Sammellager Westerbork. Von dort erfolgte am 16. November 1943 ihre Deportation in das Vernichtungslager Auschwitz, wo sie nach der Ankunft am 19. November 1943 ermordet wurde. |
| Bild gesucht Der Benutzer Migebert ( Diskussion ) wünscht sich an dieser Stelle ein Bild vom Ort mit diesen Koordinaten 52.349556 8.231112 . Motiv: Stolperstein für Hugo Meyer Falls du dabei helfen möchtest, erklärt die Anleitung , wie das geht. BW      | Hier wohnte Hugo Meyer Jg. 1894 gedemütigt / entrechtet Flucht in den Tod 15.8.1933 Osnabrück                                                              | Bahnhofstraße 11 · | 29. Sep. 2021 | Hugo Meyer wurde am 27. September 1894 in Osnabrück geboren. 1927 heiratete er Erna Steinfeld aus Versmold und hatte mit ihr die beiden Kinder Hans und Ruth. Als sein Vater Moritz 1920 starb, übernahm er als Kaufmann und Viehhändler mit seiner Mutter das väterliche Unternehmen. Nach der Machtübernahme der Nationalsozialisten 1933 hatte er unter den Repressalien sehr zu leiden. Am 15. August 1933 nahm er sich in Osnabrück deshalb selbst das Leben. |
| Stolperstein Franz Riepe | Hier wohnte Franz Riepe Jg. 1885 verhaftet 1941 Gefängnis Bielefeld ermordet 13.8.1942 Dachau                                                              | Kirchplatz ·       | 11. Nov. 2008 | Franz Riepe wurde am 26. Juli 1885 in Schwagstorf bei Ostercappeln geboren. 1903 trat er den Steyler Missionaren im Missionshaus St. Michael in Steyl bei und legte 1911 seine Ordensgelübde ab. Nach dem Studium der Theologie am Missionshaus St. Gabriel und Erhalt der Priesterweihe wurde er nach kurzem Militärdienst ab 1915 Lehrer an der Missionsschule St. Xaver in Bad Driburg, wo er Religion, Mathematik, Geografie und Geschichte unterrichtete. Als er bei einer Dekanatskonferenz am 12. Februar 1941 ein Hirtenschreiben der niederländischen Bischöfe vortrug, das sich kritisch gegenüber dem Nationalsozialismus äußerte, wurde er denunziert und daraufhin am 20. Februar 1941 von der Gestapo verhaftet und verhört. Er wurde in das KZ Dachau gebracht und starb dort am 13. August 1942 an den Haftbedingungen. Seine Asche ist auf dem Klosterfriedhof Bad Driburg beigesetzt. In Bad Driburg wurde der Pater-Riepe-Weg nach ihm benannt. |
| Bild gesucht Der Benutzer Migebert ( Diskussion ) wünscht sich an dieser Stelle ein Bild vom Ort mit diesen Koordinaten 52.344068 8.224257 . Motiv: Stolperstein für Wigbert Beckers Falls du dabei helfen möchtest, erklärt die Anleitung , wie das geht. BW | Hier predigte Wigbert Beckers Kapuziner Jg. 1890 im christlichen Widerstand verhaftet 17.3.1943 kritische Äusserungen Dachau Todesmarsch Flucht April 1945 | Kirchplatz ·       | 29. Sep. 2021 | Wigbert (Albert) Beckers wurde am 27. Dezember 1890 in Ostercappeln geboren. Nach einer Handwerkslehre bei seinem Vater kam er zu den Franziskanern nach Fulda. Im Ersten Weltkrieg leistete er Kriegsdienst und begann anschließend ein Studium der Philosophie und Theologie in Münster. Im April 1922 wurde er als Pater Mitglied im Kapuzinerorden, wo er am 25. März 1928 zum Priester geweiht wurde. In der Diözese Trier war er Seelsorger und hielt Predigten. Als er sich in der Weihnachtspredigt im Kloster St. Gangolf 1942 kritisch gegenüber den Nationalsozialisten äußerte, wurde er und ein weiterer Geistlicher verhaftet und war ohne Gerichtsverhandlung ab 17. März 1943 im KZ Dachau interniert. Das KZ überlebte er und musste zum Kriegsende auf einen Todesmarsch, auf dem ihm am 26. April 1945 die Flucht gelang. Er starb am 13. Januar 1981 in Werne. Wortlaut der Predigt: „Vor diesem Kind in der Krippe muss jeder sein Knie beugen, jeder König, jeder Fürst und auch jeder Reichskanzler. Hier muss jeder ein Credo sprechen: ich glaube an den Mensch gewordenen Gott im Krippenkind zu Bethlehem.“ |

## Verlegungen
- 11. November 2008: sechs Stolpersteine an drei Adressen[18][19]
- 29. September 2021: zwei Stolpersteine an zwei Adressen[20][21]